# Abkarovits Endre (irodalmár)
Idősebb Abkarovits Endre (Borsodszemere, 1910. szeptember 12. – Eger, 1989. augusztus 25.) magyar-német szakos tanítóképző-intézeti, gimnáziumi, majd főiskolai tanár Egerben. Főiskolai oktató munkája főleg magyar irodalomtörténeti jellegű volt. Az oktatói munka mellett mindhárom intézményben a kulturális élet egyik fő irányítója volt. A harmincas évek végétől – az 1948 és 1958 közötti időszak kivételével – haláláig publicisztikai tevékenységet is végzett, eddig kb. 120 írásának sikerült nyomára bukkanni.

## Életpályája
1910. szeptember 11-én született Borsodszemerén (ma Mezőszemere). Szülei tanítók voltak. Édesapja, Abkarovits Jenő, előbb a mezőszemerei, majd a mezőkövesdi általános iskolákat vezette. Édesanyja, szül. Dluchopolszky Ilona tanítónő volt Tarnabodon, majd - házasságkötésük után - férje mellett Borsodszemerén. A kor népbetegsége, a tüdőbaj következtében korán meghalt, Endre fia mindössze 4 éves volt elhunytakor. Hat gyermekük közül három csecsemőkorban, egy a húszas éveiben halt meg. Csak Vilma nővére (dr. Rozslay Istvánné, Abkarovits Vilma) érte meg Endrén kívül az idős kort, ő szintén pedagógus volt. Abkarovits Jenő nem csak kántortanító volt, hanem a kilenc telephelyű mezőkövesdi általános iskola igazgatója húsz éven át, a Hangya Szövetkezet egyik helyi vezetője, a Borsod újság kiadója, számos szervezet tagja. Fia örökölte ezt a sokoldalúságot.
Abkarovits Endre az általános és középiskoláit már Mezőkövesden végezte, a Szt. László Gimnáziumban érettségizett. Ezután a Pázmány Péter Tudományegyetem magyar-német szakán szerzett diplomát 1933-ban. (Még két másik diplomát is szerzett ezekben az években: "német kereskedelmi nyelv és levelezés" tárgy oktatására felső-kereskedelmi iskolákban, Budapesten, 1933-ban és tanítóképző intézeti tanári működésre jogosítót Szegeden, 1935-ben.) A gazdasági válság közepette nem kapott azonnal tanári állást. Az egri Érseki Szent József Internátusban nevelőtanárként helyezkedett el. Emellett 1935-től az Egri Érseki Római Katolikus Tanítóképzőben volt óraadó. 1936-ban nevezték ki helyettes, majd 1940-ben rendes tanárnak. A tanítás mellett kezdettől nagy szerepet játszottak életében az órán kívüli tevékenységek; így az irodalmi diákkör, a diákszínjátszás szervezése, iskolai zenekar alakítása, kulturális műsorok, ünnepségek szervezése stb. Már a harmincas években elkezdte publikációs tevékenységét mind helyi, mind országos lapokban. Elsősorban a pedagógus pálya problémáival foglalkozott írásaiban. (Érdekes látvány a Nemzeti Újság címoldalán egymás mellett látni a sztálingrádi csatáról szóló tudósítást, s az ő írását a pedagógusok problémáiról.) A háború alatt részt vett a trianoni határokon túli, s akkor visszatért országrészek magyar tanítóinak nyaranta tartott továbbképzésein.
1944-ben megnősült. Felesége, Horn Mária (Horn József (közgazdász, 1893–1987) lánya) tanítónőképzőt végzett, de tartósan nem volt alkalmazásban. Időről időre iskolai vagy tanfolyami oktatást vállalt különböző területeken (ének, német, zongora) ill. nyugdíjas korában is magántanítványai voltak. Két fiuk született: Endre 1946-ban és József 1948-ban. Ifj./dr.  Abkarovits Endre (nyelvész) angol-német szakos gimnáziumi, majd főiskolai tanár és újságíró lett, A. József építészmérnök.
A tanítóképző 1948-ig a Líceumban működött, akkor át kellett adni helyét az egy évvel korábban Debrecenben alapított tanárképző főiskolának, s a korábbi ciszterci gimnázium épületébe kellett költöznie. 1959-ig itt működött a középfokú képzést nyújtó tanítóképző. Az ötvenes évek elején megszűnt a nyugati nyelvek oktatása, s az ilyen szakos tanároknak orosz nyelvszakos diplomát kellett szerezniük. Ő főiskolai diplomát szerzett oroszból 1952-ben, s ezt tanította - a magyar mellett - mind a tanítóképzőben, mind annak gyakorló iskolájában, ill. a későbbi gimnáziumban. A tanítóképző egri megszűnésével párhuzamosan, fokozatosan gimnáziumi osztályok nyíltak, s ebből lett a Gárdonyi Géza Gimnázium (különböző névváltozatokkal). A tanítóképző tanárai itt folytathatták oktatói tevékenységüket, de a tanárképzés iránt erősebb elkötelezettséget érzők előbb-utóbb átmentek a tanárképző főiskolára. 1963-ban őt is meghívták a magyar irodalomtörténeti tanszékre. Itt - különböző korszakok mellett - elsősorban az ifjúsági irodalom oktatása vált szakterületévé, de sokat foglalkozott Petőfi, Gárdonyi és az egri származású Zalka Máté munkásságával is. Mivel 53 éves korában ment át a főiskolára, ahol a tanítóképzőhöz képest egész más területekbe kellett beletanulnia magát, tudományos kutatásra már elég kevés ideje maradt 65 éves korában bekövetkezett nyugdíjazásáig. Adjunktusként került a főiskolára és docensként vonult nyugdíjba 1975-ben. Oktatói munkája mellett mindegyik intézményben lelkes szervezője volt a kulturális életnek. Ezt még nyugdíjazása után is igényelte a főiskola, és 1980-ig hivatalosan alkalmazták a kulturális rendezvények szervezésére.
Abkarovits Endre egyébként is aktív résztvevője volt Eger kulturális életének. A Tudományos Ismeretterjesztő Társulat helyi irodalmi tagozatának elnöke volt, számos tanfolyamot (pl. német), továbbképzést tartott a TIT-nél. A publicisztikai tevékenységgel - eddigi adataink szerint - az ötvenes években leállt, de a hatvanas évektől újra sok újságcikke jelent meg, nyugdíjazása után pedig még aktívabb volt ezen a téren. Még halála előtt egy hónappal is jelent meg írása. (Nem hagyott hátra egész életére kiterjedő bibliográfiát, ezért sok írása még lappanghat.) Az irodalmi jellegű írások mellett elsősorban a közéleti kérdések izgatták, de a politikától távol tartotta magát. A 14 nyugdíjas év publicisztikai termése - amiből itt csak válogatást adhatunk - mutatja, milyen szerteágazó volt az érdeklődése és széleskörű a műveltsége. De nem zárkózott be ekkor se dolgozószobájába, idős korában aktívan részt vett például a nyugdíjasok pedagógusok megyei szakszervezetének munkájában.
Váratlanul következett be halála 1989. augusztus 25-én. Tanítványai (főleg a tanítóképzősök) a halálát követő évtizedekben is ápolták emlékét, és - sok egyéb megemlékező írás után - 2010-ben, születésének 100. évfordulóján emlékkönyvet jelentettek meg róla.

## Publikációk

### Fontosabb szakmai írásai (irodalomtörténet)
- A lázadó Gárdonyi. In Gárdonyi. (A Gárdonyi Géza születésének 100. évfordulója alkalmából 1963-ban megjelent emlékkönyvben) 1963, 47-73. o.
- Az ifjúsági irodalom tanításának néhány problémája, különös tekintettel a szemináriumi gyakorlatokra. In Acta Academiae Agriensis, Eger, 1964, 59-63. o.
- Zalka Máté egri napjai. Népújság, 1967. aug. 6.
- Zalka Máté egri öröksége. Eger, In Acta Academiae Agriensis, 1968, 483-491. o.
- Bűnügyi irodalom és irodalmi igényesség. Hevesi Művelődés, 1970/1, 36-41. o.
- Film, televízió, ifjúság. Köznevelés, 22. sz., 1970, 13-14. o.
- Gárdonyi egri tanítóképzős évei. Népújság, 1979. IV. 15.
- A Göre-történet Gárdonyi életében. Népújság, 1979. XI. 3.
- A krimi és a magyartanítás. Köznevelés, 1982. II. 12.
- A Gárdonyi-ház jelene és jövője. Népújság, 1982. XI. 21.
- Juhász Gyula. Népújság, 1983. II. 5.
- Gárdonyi Géza emlékezete. Népújság, 1983. VII. 30.
- Zalka Máté és Eger. Népújság, 1983. VIII. 14.
- Jókai és Eger. Népújság, 1983. X. 30.
- Jókai Mór. (1825-1904) Népújság, 1985. II. 20.
- Nekem csatáim voltak az elveimmel. Népújság, 1986. IV. 23. (Zalka Mátéról)
- A lázadozó író. Népújság, 1988. VIII. 6. (Gárdonyiról)
- Megbűnhődte már e nép. Népújság, 1988. VIII. 20. (Kölcseyről)
- Meddig élnek a legendák? Népújság, 1989. II. 6. (Petőfiről)
- A halhatatlan. Népújság, 1989. VII. 29. (Petőfiről)

### Fontosabb oktatási, nevelési jellegű publicisztikái
- A tanítóhiány. Nemzeti Újság, 1941. XI. 6., 1-2. o.
- A megoldás. Nemzeti Újság, 1941. XI. 7., 1-2. o.
- A mindennapos testnevelés és a középiskolai ifjúság szellemi igénybevétele. Nemzeti Újság, 1942. IX. 25. 5. o.
- A magyar tanító útja. Nemzeti Újság, 1943. május 26.  3. o.
- Tanítók városa. Eger (újság), 1943. VII: 5. 1. o. (erdélyi tanítók egri továbbképzéséről)
- Búcsúlevél erdélyi népnevelőinknek. Eger, 1943. VIII. 13. 1-2. o. (erdélyi tanítók egri továbbképzéséről)
- Az ifjú tanítók. Nemzeti Újság, 1943 (Ugyanez a Nemzetnevelésben (1943. febr. 1.) és az Eger újságban.)
- Az órán kívüli nevelés lehetőségei a főiskolai tanulók kulturális életében. In Acta Academiae Agriensis, Eger, 1965, 117-137. o.
- Dr. Kovács Vendel. Pedagógusok Lapja. 1971. január.
- Egerben ringott a magyar népoktatás bölcsője. Népújság, 1976. IX. 23.
- A bántó, ízléstelen szavak ellen. Népszabadság, 1976. XII. 9.
- Két iskolám. Hevesi Művelődés, 1976/1.
- Ismét az erkölcsről. Magyar Nemzet, 1977
- Emlékezés a "szegények egyetemére". Népújság, 1978. szeptember  24.
- 150 éve alapították az egri tanítóképzőt. (A rádióban elhangzott megemlékezés) Hevesi Művelődés, 1979/1.
- Az egri tanítóképzőtől a Los Angeles-i egyetemi katedráig. (Bodrogligeti Andrásról) Hevesi Művelődés, 1979/1.
- A nyelvi torzulások ellen. Népszabadság, 1981. V. 21.
- A diákok öt napja.– A kísérlet kezdetén. Népszabadság, 1981. XI. 29.
- A főiskolák felelőssége. Magyar Nemzet, 1981. XII. 22.
- A jó ízlés nevében. Pedagógusok Lapja, 1983. IV. 20. (Az ifjúság nyelvezetéről)
- Több támogatást érdemelnének. Népszabadság, 1983. VII. 9. (a nyugdíjasokról)
- Elárvult katedrák. Népszabadság, 1984. 1. sz.
- Az élet mélyéről jöttek. Népújság, 1984. II. 5. (Az Egri Gyerekvárosról)
- Tisztelgés az életmű előtt. Pedagógusok Lapja, 1984. IX. (dr. Somos Lajosról)
- Szóljunk mellettük is! Népszabadság, 1984. IX. 20. (A képesítés nélküli tanárokról)
- Útravalóul – őszinte szóval. Pedagógusok Lapja, 1985. IV. 26. (A nyugdíjas pedagógusokról)
- A szellemi munka megbecsüléséről. Népújság, 1985. XI. 25.
- Utak és útvesztők – Képek és tanulságok a pedagógusképzés történetéből. Hevesi Szemle, 1986. VI., 63-65. o.
- Néhány szó a felelősségtudatról. Népújság, 1989. VII. 10.

### Válogatás egyéb művelődéstörténeti publicisztikáiból
- Kelemen László és az első Magyar Játszó Színi Társaság. Népújság, 1958. , dec. 6., 4. o., dec. 7., 6. o.
- A magyar szentkorona Egerben. Népújság, 1978. III. 25.
- Takács István matyó festőművész 80 éves. Népújság, 1981. X. 11.
- Eger és a Szépművészeti Múzeum. Népújság, 1981. nov. 15., 5. o.
- Eger és a Szépművészeti Múzeum. Új Tükör, 1982. III. 21.
- Pyrker érsek és a Szépművészeti Múzeum. Népújság, 1982. aug. 29.
- Velencében –  Egerre gondolva. Népújság, 1984. VIII. 26. (Pyrker érsekről)
- Egy különös házasság utóélete I.-II. Népújság, 1984. XI. 21.-22. (A TV változat kapcsán)
- Megtalálták Petőfi sírját...? (Örökzöld legendák) Népújság, 1985. IX. 10.
- Liszt Ferenc emlékezete I. - III. Népújság, 1986. I. 28.-30.
- Amikor Egerben dalolt a nemzet csalogánya. Népújság, 1986. III. 15. (Blaha Lujzáról)
- Hogy a múlt ne vesszen el… Népújság, 1986. VII. 31. (Pyrker érsekről)
- Szabálytalan nekrológ. Népújság, 1986. XI. 29. (Kádár érsekről)
- Thália szekerén. Népújság, 1987. VIII. 29. (A Nemzeti Színházról)
- Egy színművész emlékére. Hevesi Szemle, 1987. IV. 69-70. o. (Páger Antalról)